# Olav Sunde
Olav Sunde, född 17 augusti 1903 i Oslo, död 10 november 1985 i Oslo, var en norsk friidrottare.
Sunde blev olympisk bronsmedaljör i spjutkastning vid sommarspelen 1928 i Amsterdam.